# 藤岡武雄 (陸軍軍人)
藤岡 武雄（ふじおか たけお、1891年（明治24年）3月3日 - 1945年（昭和20年）6月22日）は、日本の陸軍軍人。最終階級は陸軍中将。

## 経歴
東京府出身。1909年（明治42年）、陸軍士官学校に入校し1911年（明治44年）5月、同校（23期）を卒業。同年12月、陸軍歩兵少尉任官。
1938年（昭和13年）3月、歩兵大佐に昇進。同年7月、歩兵第7連隊長に就任し支那事変に出征。武漢作戦に参加。1941年（昭和16年）3月、金沢連隊区司令官に異動。同年8月、陸軍少将に進級し太平洋戦争を迎えた。
1942年（昭和17年）3月、台湾軍兵務部長に転じた。1944年（昭和19年）2月、北支那方面軍隷下の独立混成第9旅団長に発令され、河北省冀東の警備に当った。1945年（昭和20年）3月、陸軍中将に進み第62師団長に親補され沖縄に赴任。沖縄戦に参加し、嘉数の戦いなど激しい戦闘を続けたが、同年6月、撤退した摩文仁において自決した。